# Leopold Reimann
Leopold Reimann (* 7. Januar 1997 in Strausberg) ist ein deutscher Para-Eishockeyspieler und ehemaliger deutscher Para-Ruderer. Er spielt aktiv in der deutschen Nationalmannschaft sowie für HC Sparta Prag Sledge und Para-Eishockey Club Berlin.

## Leben
Leopold wurde am 7. Januar 1997 in Strausberg mit einem verkürzten Oberschenkel geboren und ist seit seinen ersten Gehversuchen auf eine Beinprothese angewiesen. Schon im frühen Kindesalter probierte er viele Sportarten aus. Unter anderem Tischtennis, Fußball und Basketball. Der unaufhaltsame Ehrgeiz Reimanns brachte ihn im Jahr 2014 schlussendlich zum Para-Rudern, wo er bis 2023 an vielen nationalen als auch internationalen Wettkämpfen teilnahm. Seit 2023 ist Reimann außerdem im Para-Eishockey aktiv und gehört seitdem zur deutschen Nationalmannschaft.

## Karriere

### Para-Rudern

#### Verein
Im Pararudern startete Reimann zunächst für den Rüdersdorfer Ruderverein Kalkberge Dort spezialisierte er sich auf die Bootsklasse PR2-Doppelzweier und machte sich durch seine Kraftausdauer und Technik schnell einen Namen. Mit konstant starken Leistungen auf nationaler Ebene empfahl er sich für höhere Aufgaben und war regelmäßig auf den vorderen Plätzen bei deutschen Meisterschaften zu finden.

#### International
Auf internationaler Ebene vertrat Reimann 2016–2023 Deutschland bei renommierten Wettkämpfen wie den Europameisterschaften und den Weltmeisterschaften im Pararudern. Durch seinen Ehrgeiz und seine Disziplin etablierte er sich als feste Größe im deutschen Pararudern.

### Para-Eishockey

#### Verein

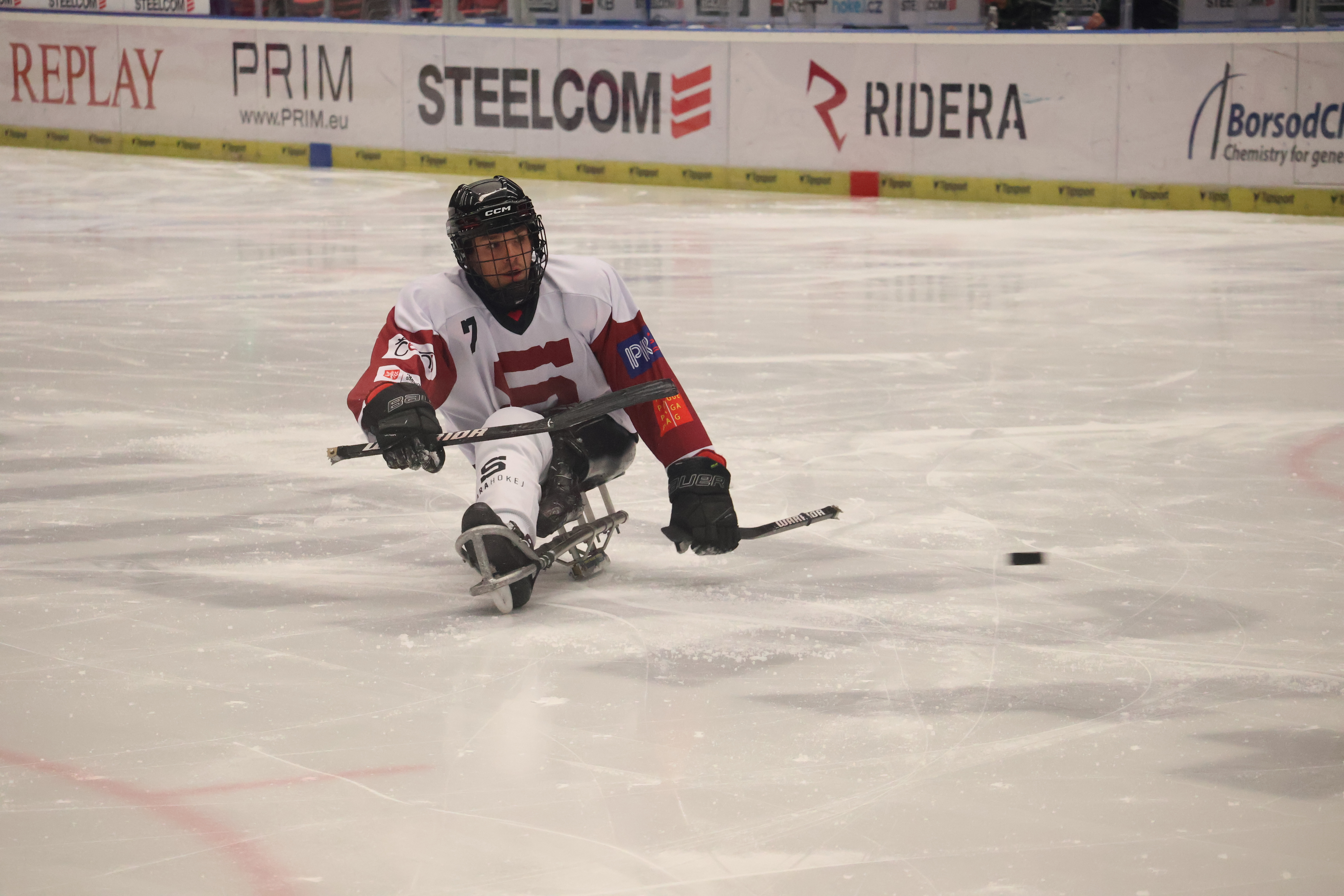
Leopold Reimann (HC Sparta Prag Sledge)

Reimann begann seine Karriere im Para-Eishockey beim Para-Eishockey Club Berlin, wo er sich schnell als Leistungsträger etablierte. Durch seine Dynamik auf dem Eis und seine präzisen Spielzüge entwickelte er sich zu einem wichtigen Bestandteil des Teams. Neben seinen Einsätzen in der Liga engagierte sich Reimann auch für die Nachwuchsarbeit und die Bekanntmachung des Para-Eishockeysports in Deutschland. Reimann entwickelte sich zum Topscorer in seiner ersten Saison beim Para-Eishockey Club Berlin. Auch bei HC Sparta Prag Sledge gehört er zu den festen Größen im tschechischen Kader.

#### International
Seit 2023 gehört Reimann dem Kader der deutschen Para-Eishockey-Nationalmannschaft an. Er nahm unter anderem an der Weltmeisterschaft 2025 im US-amerikanischen Buffalo teil und konnte dort wertvolle internationale Erfahrung sammeln. Mit seinem Einsatz und seiner Spielübersicht trug er entscheidend zur Leistungssteigerung des deutschen Teams bei.

### Statistik und Erfolge
| 2026                      | Paralympische Winterspiele                        | Para-Eishockey | Mailand/Cortina, Italien    | –                                         |
| Weltmeisterschaften       |                                                   |                |                             |                                           |
| 2025                      | A-Weltmeisterschaft                               | Para-Eishockey | Buffalo, USA                | 5. Platz (Qualifikation für Olympia 2026) |
| 2024                      | B-Weltmeisterschaft                               | Para-Eishockey | Skien, Norwegen             | 2. Platz (Silber)                         |
| 2022                      | A-Weltmeisterschaft                               | Para-Rudern    | Račice, Tschechien          | 8. Platz                                  |
| 2019                      | A-Weltmeisterschaft                               | Para-Rudern    | Linz, Österreich            | 1. Platz (B-Finale)                       |
| 2016                      | A-Weltmeisterschaft                               | Para-Rudern    | Rotterdam, Niederlande      | 4. Platz                                  |
| Europameisterschaften     |                                                   |                |                             |                                           |
| 2022                      | Europameisterschaft                               | Para-Rudern    | München, Deutschland        | 5. Platz                                  |
| 2015                      | Indoor-Rowing Europameisterschaft                 | Para-Rudern    | Stettin, Polen              | 3. Platz (Bronze)                         |
| Qualifikation Paralympics |                                                   |                |                             |                                           |
| 2021                      | Qualifikationsturnier                             | Para-Rudern    | Gavirate, Italien           | 3. Platz (Bronze)                         |
| 2015                      | Qualifikationsturnier                             | Para-Rudern    | Aiguebelette, Frankreich    | 5. Platz                                  |
| Deutsche Meisterschaften  |                                                   |                |                             |                                           |
| 2025                      | Parallelsprint-Meisterschaft                      | Para-Rudern    | Dresden, Deutschland        | 1. Platz (Gold)                           |
| 2022                      | Parallelsprint-Meisterschaft                      | Para-Rudern    | Berlin, Deutschland         | 2. Platz (Silber)                         |
| 2020                      | 24. Deutsche Sprintmeisterschaften Werder (Havel) | Para-Rudern    | Werder (Havel), Deutschland | 1. Platz (Gold)                           |
| 2018                      | 22. Deutsche Sprintmeisterschaften in Münster     | Para-Rudern    | Münster, Deutschland        | 1. Platz (Gold)                           |
| Quelle:                   |                                                   |                |                             |                                           |